# Канторович Леонід Віталійович
Леоні́д Віта́лійович Канторо́вич (нар. 6 (19) січня 1912, Санкт-Петербург — †7 квітня 1986, Москва) — радянський економіст.
Леонід Віталійович Канторович народився 19 січня 1912 р. в Санкт-Петербурзі в сім'ї лікаря. Математичні здібності, виявлені змалку, допомагають йому в 14 років вступити до Ленінградського університету, який закінчує в 1930 р. Навчаючись в аспірантурі фізико-математичного факультету, одночасно викладає математику у вищих навчальних закладах Ленінграда. Стає професором у 1934 р., а через рік отримує ступінь доктора фізико-математичних наук. Професором Ленінградського університету працював до 1960 р.
У 1938 р. вченого запросили на роботу консультантом лабораторії Ленінградської фанерної фабрики. Результатом цієї роботи стала праця «Математичні методи організації й планування виробництва» (1939), де Канторович заклав основи теорії оптимального виробничого планування й лінійного програмування.
Канторович — першовідкривач лінійного програмування у світовій науці. У книжці «Економічний розрахунок найкращого використання ресурсів» (1959) застосував власну теорію лінійного програмування для дослідження широкого кола проблем планування.
Разом з В. Німчиновим засновує в 1958 р. Лабораторію із застосування статистичних і математичних методів у економіці. Того ж року Канторовича обирають член-кореспондентом, а в 1964 р. — дійсним членом Академії наук СРСР.
Восени 1960 р. разом з групою математиків і економістів переїжджає до Новосибірська, де в Сибірському відділенні Академії наук СРСР керує відділом економіко-математичних методів, одночасно працюючи професором Новосибірського університету.
З 1971 р. Канторович — завідувач проблемної лабораторії в Інституті управління народним господарством (Москва). Протягом багатьох років очолював створену цим органом спеціальну раду. Входив до складу різних комісій з переробки методики оцінки економічної ефективності нової техніки, ціноутворення, матеріально-технічного постачання, брав участь у роботі комісій Держплану СРСР тощо.
За внесок у теорію оптимального розподілу ресурсів Леоніду Канторовичу та Тьяллінгу Купмансу в 1975 р. було присуджено Нобелівську премію. Л. Канторович серед усіх Нобелівських лауреатів — єдиний професійний математик.
Помер 7 квітня 1986 р.